# 聖伊格納西奧 (查拉特南戈省)

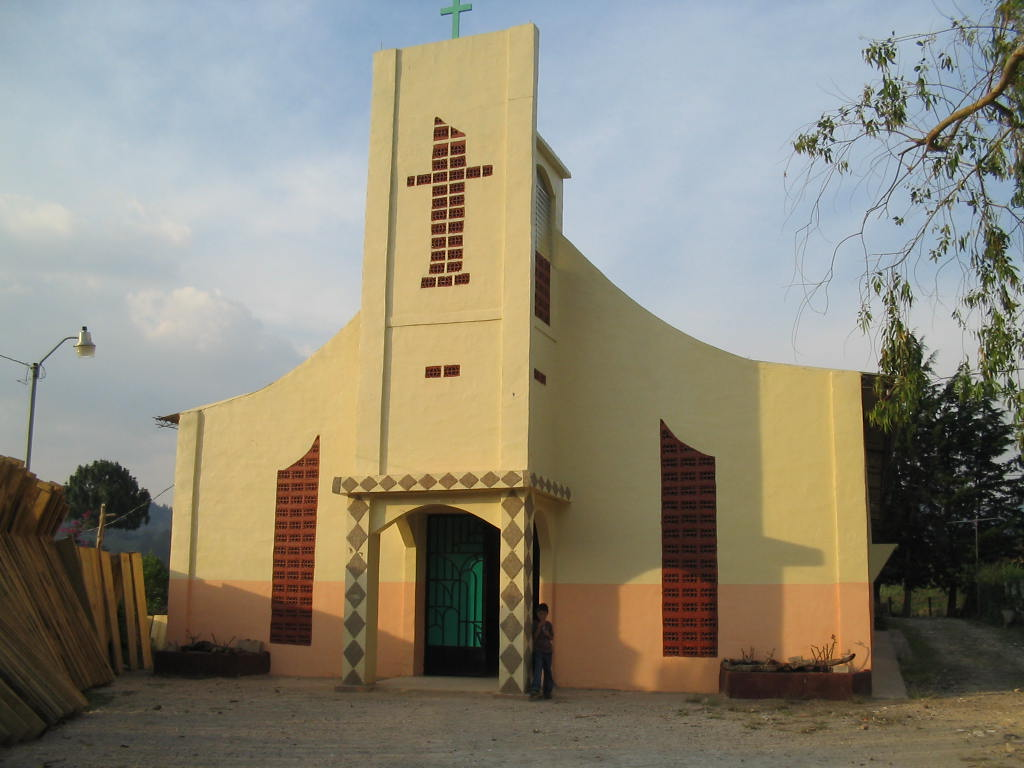

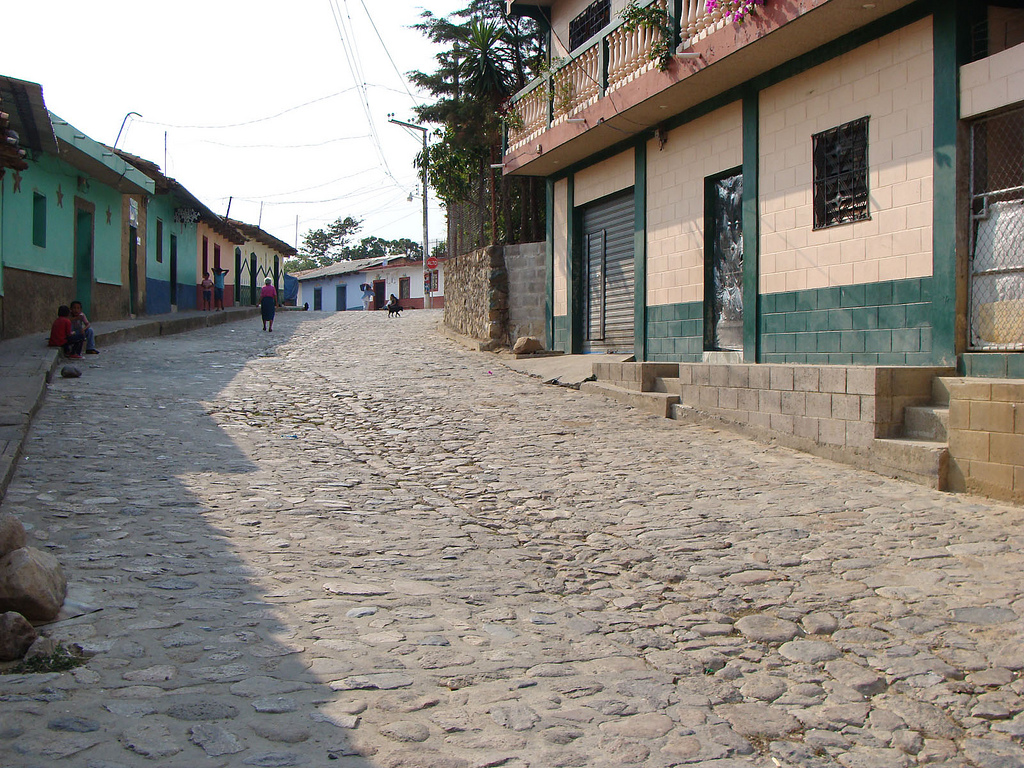

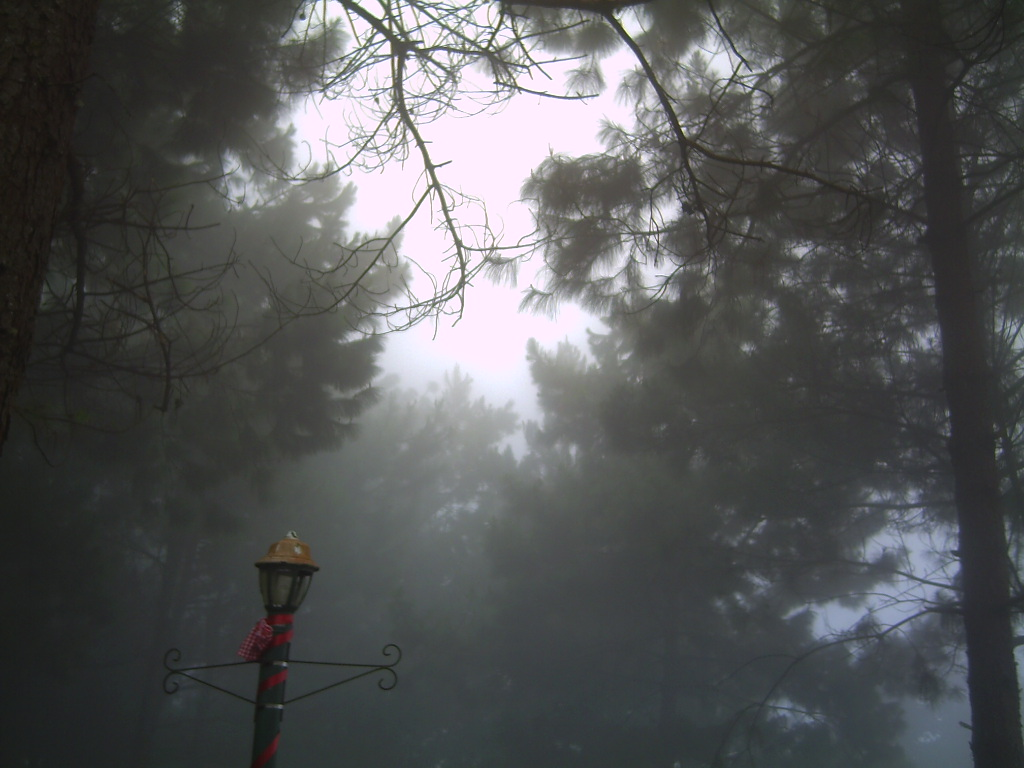

聖伊格納西奧（西班牙語：San Ignacio），是薩爾瓦多的城鎮，位於該國西北部，由查拉特南戈省負責管轄，面積69.15平方公里，海拔高度965米，2007年人口8,611，人口密度每平方公里124.53人。
14°20′N 89°11′W / 14.333°N 89.183°W